# Phil Gramm
William Philip Gramm, detto Phil (Fort Benning, 8 luglio 1942), è un politico ed economista statunitense, senatore per lo stato del Texas dal 1985 al 2002 e in precedenza membro della Camera dei Rappresentanti per lo stesso stato dal 1979 al 1985.

## Biografia
Nato e cresciuto in Georgia, Gramm si trasferì in Texas per lavoro quando divenne professore di economia alla Texas A&M University.
Nel 1976 cercò infruttuosamente l'elezione al Senato, venendo sconfitto nelle primarie del Partito Democratico da Lloyd Bentsen. Due anni dopo tuttavia riuscì a ottenere un seggio alla Camera dei Rappresentanti.
Dopo essere stato rieletto altre due volte, Gramm annunciò il suo passaggio al Partito Repubblicano e lasciò immediatamente il seggio. Nelle elezioni speciali indette per trovare il sostituto, Gramm si presentò come candidato repubblicano e vinse.
Nel 1984 tentò per la seconda volta l'elezione al Senato e riuscì a vincere con il cospicuo contributo economico della Enron. Gli elettori lo riconfermarono nel 1990 e nel 1996. Nel 1999 si adoperò per riformare e poi smantellare il Glass-Steagall Act liberalizzando l'attività delle banche. Come presidente della Commissione bancaria del Senato, Gramm si adoperò per attuare la deregolamentazione del mercato dei derivati, in particolare di quello dei titoli relativi all'energia (mentre la moglie, Wendy Gramm nel 1992 come presidente della Commissione per il commercio dei contratti a termine sulle merci faceva esentare i derivati attinenti l'energia, nel 1993 entra a far parte del Consiglio di direzione della Enron, poi rovinosamente fallita). Suo fu l'inserimento di una clausola essenziale in questo senso all'interno del Commodity Futures Modernization Act del 2000. Dopo aver deciso di andare in pensione, Gramm lasciò il suo seggio al Congresso nel novembre del 2002, poche settimane prima della scadenza del suo ultimo mandato.